# حديث مع الكوكب
حديث مع الكوكب  كتاب للأديب المصري توفيق الحكيم (1898 - 1987) صدر عن مكتبة مصر عام 1974 في 110 صفحة. الكتاب هو إحدى حوارات توفيق الحكيم الخيالية الفلسفية التي تتناول موضوع البشرية والحقيقة والقوة.
قال الحكيم: "هذا الكتاب بما يحويه من مناقشات مفترضة مع كوكبنا الأرضي ليس المقصود به إقرار حقائق جديدة أو الكشف عن حقائق مجهولة، إنما هي مناقشات فيما يبدو لنا أنه من البديهيات. فليس هناك في واقع الأمر بديهية إلا وفي داخلها عوالم تحتاج إلى غوص وبحث والغرض الحقيقي من هذا الكتاب هو إذن تحريك الفكر، وليس شحن الرأس، ولا الإقناع برأي، إنما هي الدعوة إلي التفكير والتحليل لكل شيء. فنحن في العالم العربي نمر الآن بمرحلة تحتاج منا إلي فحص وتمحيص لكل ما استقر في وجداننا من مسلمات، تمهيدًا لإقرار العقلية العلمية، التي لا يمكن بغيرها أن يستيقظ عندنا الذهن، ويتوقد الفكر ويتألق العقل ليلاحق حضارة العصر".

## محتوى الكتاب
حديث مع الكوكب (مقدمة)
ماهي البشرية؟ (1) الإنسان والبرغوث (2) حيوان ضعيف الأسلحة (3) سلاحه العقل الخلاق (4) المعرفة الإنسانية (5) الوجود والعدم (6) الوعي والشخصية (7) الكائنات الخفية (8) الإيمان والتكفير (9) مسؤولية الفكر (10) الهواء والنور
ما هي الحقيقة؟ (1) ما هي الحقيقة (2) تركيب أجزاء الحقيقة (3) الكذب والحقيقة (4) كلما خنقت تكلمت (5) الإنسان صياد الحقيقة
ما هي الحقيقة ؟ (1) حسن استخدام الوسائل (2) القوة المادية (3) القوة الروحية (4) القوة العقلية (5) القوة الاقتصادية

## مقتطفات من الكتاب
ما هي البشرية: في جبل المقطم مغارة، كان يسكنها جماعة من الدراويش أصحاب
القلانس البنية الطويلة.. يعيشون هناك عيشة النسك والعزلة، وإِن كانوا في بعض الليالى يقيمون حفلات للذكر، يحضرها بعض الزوار، وتسمع فيها الترانيم الدينية الجميلة، بمصاحبة الناي والدفوف.. ذهبت إلى هناك مرة برفقة بعض الأصدقاء حيث استقبلنا هؤلاء الدراويش بالترحاب.. وأعجبنى المكان، وهذا النوع من الحياة كان ذلك منذ زمن طويل. ربما قبيل الحرب العالمية الثانية. ولا أدرى بعد ذلك ماذا حدث لهؤلاء الدراويش. لم أعد أسمع عنهم خبرا. وأغلب الظن أنهم رحلوا عن هذه المنطقة.. ونسيت أمرهم.. إلى أن قادتني قدمي أخيرًا إلى جبل المقطم.. فتذكرت تلك المغارة، واشتقت أن أراها.. وجعلت أبحث عنها.... ولم يكن الأمر سهلا.. فقد تغيرت المعالم هناك.. ولكن ذلك لم يضعف منى العزم.. بل ضاعف من همتى وإصراري.. وجعلت أوغل في الجبل بحثا عن المغارة.. حتى بعدت عن كل سكة مطروقة.. وأخيرًا صادفتني مغارة. ربما ل تكن هي بالذات تلك المغارة القديمة.. لكنها على كل حال اجتذبت اهتمامي. وأغرتني بدخولها والنظر في أرجائها.. كانت خالية خاوية موحشة.. والضوء فيها قليل.. لم أتبين فيها ما يسترعي الانتباه، ما عدا حفرة في وسطها تكاد تشبه البئر. فتقدمت إليها لأطل برأسى على ما بداخلها.. كانت بالفعل بئرا عميقة، لا يرى لها قرار.. ولم يكن من الميسور التحقق مما إذا كانت تحوي ماء بمجرد النظر. كان لا بد أن ألقى فيها حجرًا لأعرف ولكن الحجر سقط دون أن ينبئ عن شئ، كأنما ألقى في الهواء.. إنه إذن جب عميق يبتلع الأشياء ابتلاعا.. ومع ذلك خيل إلى أنى أسمع صوتا ينبعث من الأغوار.. إنه صوت ليس مميزا ولا محدّدا.. إنه أشبه بالتنفس.. تنفس طويل مستمر غير منقطع.. إنه ليس تنفس إنسان.. ولا يمكن أن يكون كذلك.. إذن لمن يكون؟.. ووجدت نفسي أصيح في البئر على الرغم مني: من أنت؟ فسمعت صوتا يرتفع من البئر: من أنت؟ إنه إذن رجع الصدى.. صدى صوتي أنا.. وقد أعجبنى هذا الصوت.. فقلما يتاح للإنسان أن يستمع إلى صوته. وهو عندما يتاح له ذلك فإنه يبدو له كأنه صوت شخص آخر.. وما تمالكت أن أبديت إعجابي قائلا بصوت مرتفع: صوت جميل. فجاءنى الصوت من أعماق البئر يقول: شكراً. فارتعدت رعدة شديدة.. إنه ليس رجع الصدى بكلامي.. هذا كائن آخر موجود معي في هذا المكان.. وازداد خوفي لمجرد الفكرة، وهممت أن أقفز خارج المغارة هربا بجلدي. ولكن شيئا جمدني في موقفي.. ومرت الخواطر سريعة في رأسي.. واستعدت الصوت الذي سمعته منذ قليل. لقد قال شكرا، إنه إذن لا يريد بي شرا.. ولكن.. هل خوفي هو من شر يمكن أن يلحقنى؟.. لا.. إن الخوف هنا مختلف.. إنه ليس الشر ولا الضرر.. فأنا عندما يواجهنى عدو بمسدس أو بسكين، فإنى بالطبع أخاف، ولكنه خوف للحظة. ثم لا ألبث أن يتركز اهتهامى في البحث عن الطريقة التي أدرأ بها الخطر.. أما هذا الخوف فليس مصدره الخطر.. فقد نخاف عندما نشعر بوجود امرأة رائعة الجمال لا تحمل لنا غير الابتسام والسلام، تظهر لنا بصورتها أو بصوتها أو بتنهداتها، أو بمجرد الإحساس بحضورها دون أن نعرف من أين جاءت، ويعجز عقلنا البشرى عن تعليل سر وجودها واختفائها. فإن عجز العقل عن تعليل ما لا يتمشى مع منطقة كفيل بأن يحدث فينا هزة الخوف.. قلة من الناس من يستطيع العقل فيهم أن يستعيد ثباته بسرعة ويواصل التفكير الهادئ، ويكيف منطقه مع الموقف غير المنطقي .. حاولت هذا الأمر العسير .. وجمعت كل شجاعتي وقلت بصوت لم أنجح في ستر الرعدة التي تهز نبراته: هل أنت .. عفريت ؟ فجاء الصوت من البئر يقول: ما معنى عفريت ؟ قيلت في لهجة من البراءة والصدق توحي بالثقة والاطمئنان فبادرت أقول: إذن فأنت روح من الأرواح. فقال: فسر لي ماذا تقصد ؟ فقلت مفسرا: روح أحد الموتى أو جنى من الجن، أو عفريت من العفاريت .. هذا كل ما نفسر به الكائنات الخفية. فقال الصوت: لست كائنا خفيا. فصحت به: إذن فأنت ادمى. - مع الأسف .. لست ادميًا. جاءت في لهجة هادئة لا تخلو من سخرية طفيفة .. ولكنها جعلتني أرتعد مرة أخرى .. ليس آدميًا .. وليس روحاً ولا جنياً ولا عفريتاً .. ماذا يكون إذن ..؟
- وهل يهمك كثيرا أن تعرف من أكون ؟
- بالطبع يهمنى .. أليس من الضروري أن أعرف من الذي أحادثه ويحادثني ..؟
- ربما كنت تحادث نفسك
- نفسى ؟
بدا لي الأمر مستحيلا .. إلا إذا كنت نائمًا أحلمَ أو مخمورًا أهذي .. وأنا واثق أنى في تمام اليقظة وكامل الوعى. قال الصوت:
- إذن فليكن الأمر ما ترى أنت .. إذن أنت تتحدث الآن مع غيرك
- بكل تأكيد
- ألم تستمع إلى برغوث يتحدث إليك ؟
- برغوث ؟
- نعم برغوث من البراغيث التي تسير وتقفز على جسمك
- برغوث يتحدث إلى أنا ؟
- ويسالك من تكون ؟
- هذا شئ مضحك
- أجب .. إنه يسألك من تكون ؟.. ماذا يكون جوابك ؟
- جوابي لن يفيده .. لأنه لن يدرك له معنى
- إذن كيف عن سؤّالى من أكون ؟
- ولكنى لست برغوثا 
يستمر الحوار بين الحكيم والصوت، ويذكر المقارنة بين «البرغوث» يعيش على جسم الإنسان ويستمد منه مادة حياته وغذائه. يجد فيه الدفء والطعام، ويغرز في البشرة إبرته ويستخرج منها الدم .. بينما الإنسان يعيش على الأرض، ويجد فيها مادة حياته وغذائه ويغرز «بريمته» في قشرة الأرض يستخرج منها البترول. ويقول الصوت أنه كوكب الأرض. يوضح الصوت (الكوكب) أن الإنسان حيوان ضعيف جداً، فليست له مخالب وأنياب مثل الكواسر. إذن التفكير هو سلاح الإنسان الوحيد.

## نقد وتعليقات
كتبت نوار حيدر على موقع «سيريا هوم نيوز» في 10 أغسطس 2021: «أعماله تخرج إلى الواقع كلمات تلمس ذائقة القارئ، فيبحر في عالمه الخاص كما هو الحال في كتابه حديث مع الكوكب الذي جاءت مقدمته بقلم الكاتبة فلك حصرية أشارت فيها إلى القدرة الإبداعية الكبيرة والمميزة التي يتسم بها الكاتب والتي أجاد من خلالها الجمع بين الواقعية والرمزية وابتكار شخصيات وتوظيف الأسطورة والتاريخ على نحو متقن ومبدع وفائق المهارة مع قدرته المتفردة على اختيار القالب الذي يفرغ فيه إبداعه ويصب نتاجاته الأدبية الألقة».
كتب فكتور الكك (أستاذ اللغة العربية بالجامعة اللبنانية بيروت) على موقع الحوزة الإعلامي: «هذا الكتاب، في اتجاهه التأملّي العام، يرتبط بجذور تراث» الحكيم«السابق. الا أنه مع كتابه الذي صدر باللغة العامية المصرية أخيرا والذي وسمه:» الدنيا رواية هزلية«ينحو منحى جديدا، هادفا إلي الكشف عن بعض من آلاف الأسرار التي تحف بها حياتنا اليومية. والكشف عن الأسرار لا يعني حلّ ألغازها، وإنما هو يهدي الإنسان إلى التأمل في امورٍ غدَتْ بحكم نمط حياته الرتيب من البدهيات؛ فليس هناك علي حد تعبير توفيق الحكيم في مقدمة كتابه بديهية الا وفي داخلها عوالم تحتاج إلى غوص وبحث. وهكذا فالغرض الحقيقي من هذا الكتاب هو إذن: تحريك الفكر، وليس شحن الرأس... إنما هي الدعوة إلى التفكير والتحليل لكل شئ. أما الغرض الآني في العمل الذي يتفرّع من الغرض الحقيقي فهو أننا» في العالم العربي نمرّ الآن بمرحلة تحتاج منا إلى فحص وتمحيص لكل ما استقرّ في وجداننا من مسلّمات، تمهيدا لإقرار العقلية العلمية التي لا يمكن بغيرها ان سيتيقظ عندنا الذهن، ويتوقّد الفكر، ويتألّق العقل ليلاحق حضارة العصر«، في سبيل تحقيق هذا الهدف يأخذ الكاتب بيد قارئه ليُثير في عقله مسائل كثيرة ومشاكل عديدة، عبر مائةٍ وثماني صفحات من القطع الصغير».

## وصلات خارجية
https://libraries.najah.edu/book/57187/ نسخة محفوظة 28 يونيو 2022 على موقع واي باك مشين. حديث مع الكوكب
https://www.goodreads.com/book/show/5985337 حديث مع الكوكب
https://www.youtube.com/watch?v=KreEDWPdVdA حديث مع الكوكب